# William A. O’Neill

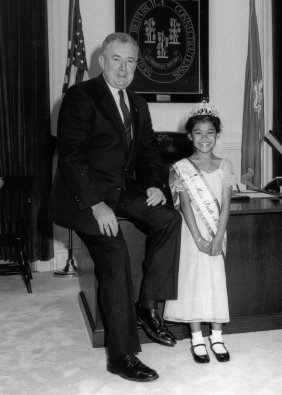
William A. O’Neill

William Atchison O’Neill (* 11. August 1930 in Hartford, Connecticut; † 24. November 2007 in East Hampton, Connecticut) war ein US-amerikanischer Politiker und von 1980 bis 1991 Gouverneur des US-Bundesstaates Connecticut. Er war Mitglied der Demokratischen Partei.

## Werdegang
O’Neill besuchte das New Britain Teachers College und die University of Hartford. Anschließend war er Kampfflieger in der United States Air Force während des Koreakrieges. Er war auch Mitglied der Amerikanischen Legion sowie der Veterans of Foreign Wars. O’Neill entschied sich eine politische Laufbahn einzuschlagen. Er kandidierte für einen Sitz im Repräsentantenhaus von Connecticut, wo er nach erfolgreicher Wahl noch fünf weitere Male wiedergewählt wurde. Ferner war er von 1975 bis 1976 sowie noch einmal von 1977 bis 1978 Mehrheitsführer. Er war auch stellvertretender Minderheitsführer sowie stellvertretender Mehrheitsführer. 1978 wurde er zum Vizegouverneur von Connecticut gewählt.
Am 31. Dezember 1980 trat Gouverneurin Ella T. Grasso aus gesundheitlichen Gründen von ihrem Amt zurück und O’Neill wurde damit zum neuen Gouverneur des Staates. Sowohl im November 1982 als auch im November 1986 wurde er von den Wählern im Amt bestätigt. Er blieb damit bis Januar 1991 Gouverneur. Er hatte den Vorsitz über die Coalition of Northeastern Governors und die New England Governors' Conference. Ferner war er der Präsident des Council of State Governments.